# Hemipilia bidupensis
Hemipilia bidupensis är en orkidéart som beskrevs av Leonid Vladimirovitj Averjanov. Hemipilia bidupensis ingår i släktet Hemipilia och familjen orkidéer.
Artens utbredningsområde är Vietnam. Inga underarter finns listade i Catalogue of Life.